# Габельский акалат
Габельский акалат (лат. Sheppardia gabela) — вид птиц семейства мухоловковых. Эндемик лесов на возвышенностях вокруг Габелы (Ангола), рассматривается Международным союзом охраны природы как вымирающий вид.

## Систематика
Вид описан О. Рэндом в 1957 году как Muscicapa gabela. В дальнейшем включался в рода Erithacus и Gabelatrix, но в XXI веке рассматривается в составе рода Sheppardia. Среди других видов этого рода габельский акалат наиболее близок угандийскому (Sheppardia aequatorialis) и буробокому (Sheppardia cyornithopsis) и, вероятно, образует с ними и ещё тремя видами общий надвид.

## Внешний вид и голос
Небольшая мухоловка с бурой окраской и без заметных отличительных черт. Половой диморфизм выражен слабо. Общая длина тела 13 см. Средняя длина крыла у самцов 66—67 мм, у самок 60—62 мм, хвоста 50—54 мм у самцов, 46—48 мм у самок. Длина клюва 14—15 мм, цевки 20—22 мм. Масса тела 11 г.
В расцветке габельского акалата отсутствуют яркие пятна, свойственные схожим видам, встречающимся в этом же регионе — рыжие участки оперения у Sheppardia bocagei, белые брови у Alethe poliocephala, белые пятна на крыльях и заметная лицевая «маска» у Cercotrichas leucosticta. Спина тёмная буровато-оливковая с отметинами более тёплого коричневого цвета, лоб, темя и затылок той же расцветки. Уздечка может быть более светлой, желтовато-бурой; щёки и оперение вокруг ушных отверстий также более светлые, чем основной тон. Гузки и кроющие перья надхвостья по тону схожи с остальной верхней частью, но с ржаво-рыжеватым оттенком. Хвост тёмно-коричневый с ржаво-бурой каёмкой. Верхние кроющие перья крыла по цвету не отличаются от остального оперения верхней части тела, маховые перья коричнево-чёрные, у внешних первичных маховых перьев более светлая коричневая или оливково-бурая кайма. Кроющие перья нижней поверхности крыла бежево-рыжие или белёсые. Клюв чёрный, глаза тёмно-карие или чёрные. Подбородок, горло и верхняя часть груди бледно-бежевые или белые, через грудь идёт широкая размытая поперечная полоса оливково-бурого цвета (у некоторых особей видны только её края). Нижняя часть груди и живот белые с бурыми мазками, подхвостье белое, бёдра оливковые, ноги и лапы тёмно-коричневые. У молодых особей по тёмной верхней части тела разбросаны более светлые оливково-бурые подпалины, образующие светлый воротник на задней стороне шеи, широкие бежевые ободки вокруг глаз, светлые кончики кроющих перьев крыльев. Клюв также светлее, чем у взрослых особей. Подбородок и горло, напротив, темнее, чем у взрослых птиц, со светло- и тёмно-коричневыми пестринами или рыжеватые; грудь тёмная оливово-бурая с более светлыми отметинами.
Сигнал тревоги — пронзительный высокий свист, перемежаемый резким tche-tche-tche. Ещё один распространённый голосовой сигнал — мягкое печальное tseeo tseeo tseeo tseeo. Песня — регулярная (иногда на протяжении до получаса) серия мягких парных посвистываний в низких тонах; у первого свиста в паре чётко выраженная восходящая интонация, второй, несколько более сложный, сам состоит из двух компонентов. Песня в целом очень близка к пению угандийского и буробокого акалатов.

## Образ жизни
Оседлая птица. Обитает в густом подлеске первичного и вторичного леса, в основном на высотах более 1100 м над уровнем моря, но сообщалось и о встречах на высоте 810 м над уровнем моря. Габельские акалаты наблюдались также на окраинах так называемых «кофейных лесов», где плотность растительности поддерживается искусственно, и в сельскохозяйственных угодьях, но, по-видимому, обитают они при этом в более густой части леса.
О составе рациона вида информации мало, однако он, по-видимому, насекомояден. Пропитание находит как в приземном слое растительности, так и на большей высоте — до 6 м над землёй. Долгие промежутки времени в неподвижности сменяются периодами высокой активности, когда птицы ловят насекомых в воздухе. Встречается поодиночке, парами или небольшими стаями. Точное время и продолжительность брачного сезона неизвестны, но готовых к размножению птиц встречали в период с сентября по декабрь, а молодых особей — в январе. Песня, по-видимому, служит для привлечения самок, самцы поют в ранние утренние часы и в последний час перед закатом.

## Распространение и охранный статус
Габельский акалат известен только по ограниченной территории на расстоянии не более 40 км вокруг Габелы в Западной Анголе, причём этот ареал представляет собой разрозненные участки леса. Общая площадь известного ареала составляет 1090 км², а с учётом обезлесения, в разных местах составляющего от 20 % до 70 %, реальная территория обитания оценивается в 327—872 км². Исходя из оценки плотности популяции в одну пару на 3 га, максимальное количество взрослых особей может составлять около 22 тысяч, но в действительности вид, вероятно, насчитывает между 10 и 20 тысячами взрослых особей. Численность популяции, согласно оценкам специалистов, медленно снижается из-за продолжающегося исчезновения привычной среды обитания в результате вырубки леса под сельскохое хозяйство (в 1970-е годы из-за гражданской войны, по-видимому, произошло временное расширение среды обитания за счёт заброшенных кофейных плантаций).
Ввиду малой площади и высокой фрагментации ареала и продолжающегося исчезновения среды обитания Всемирный союз охраны природы рассматривает габельского акалата как вымирающий вид. Хотя в 1970-е годы были даны рекомендации по созданию охраняемой природной зоны площадью 50 км² в регионе обитания вида, они не были реализованы.